# Cypressordningen
Cypressordningen (Cupressales) är en ordning av barrväxter som beskrevs av Heinrich Friedrich Link. Cypressordningen ingår i klassen barrväxter, divisionen Pinophyta, och riket växter.
I Sverige registrerades 25 arter eller varieteter som tillhör ordningen varav fem är inhemska.
Familjer enligt Dyntaxa:
- Cypressväxter (Cupressaceae)
- Sciadopityaceae, med en art, solfjädertall
- Idegransväxter (Taxaceae)

Andra taxonomiska verk listar solfjädertall (Sciadopitys verticillata) i sin egen ordning eller i tallordningen.
I ordningen ingår med amerikansk sekvoja (Sequoia sempervirens) och mammutträdet (Sequoiadendron giganteum) två av världens högst och tjockaste träd. Den första når ofta en höjd av 110 meter och stammen av mammutträdet kan vid brösthöjden ha en diameter av 11 meter.